# بانج لونغ
بانج لونغ (بالصينية: 庞龙) هو مغني صيني، ولد في 2 مايو 1971 في فوشين في الصين.